# 洛里-马尔迪尼
洛里-马尔迪尼（法語：Lorry-Mardigny，法語發音：[lɔʁi maʁdiɲi]）是法国摩泽尔省的一个市镇，属于梅斯区。该市镇于1810年由原市镇洛里德旺勒蓬（Lorry-devant-le-Pont）和马尔迪尼（Mardigny）合并而成。

## 地理
洛里-马尔迪尼（48°59'25"N, 6°5'14"E）面积11.36 平方千米，位于法国大東部大區摩泽尔省，该省份为法国东北部内陆省份，是洛林的一部分，西南接默尔特-摩泽尔省，东临下莱茵省，北与卢森堡和德国接壤。
与洛里-马尔迪尼接壤的市镇（或旧市镇、城区）包括：布克西耶尔-苏弗鲁瓦蒙、摩泽尔河畔尚佩、维通维尔、阿里、舍米诺、马略勒、锡莱尼。

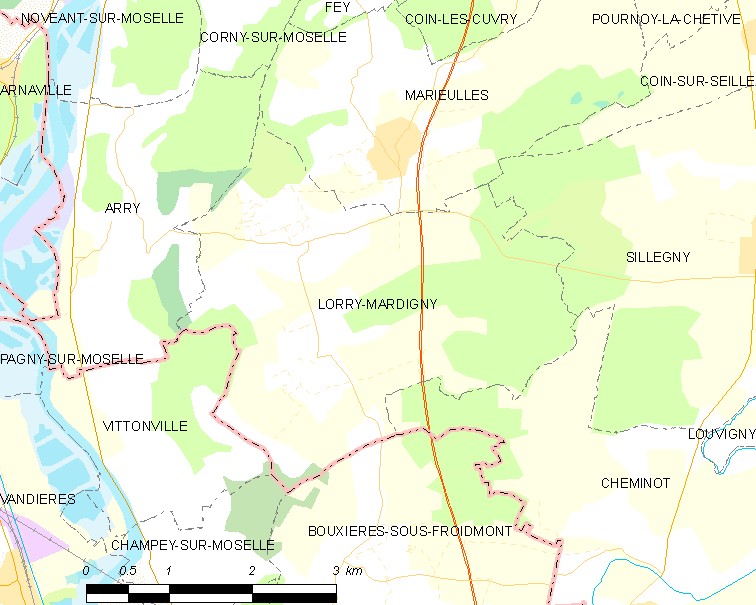
洛里-马尔迪尼的OSM定位图

洛里-马尔迪尼的时区为UTC+01:00、UTC+02:00（夏令时）。

## 行政
洛里-马尔迪尼的邮政编码为57420，INSEE市镇编码为57416。

## 政治
洛里-马尔迪尼所属的省级选区为摩泽尔山坡县。

## 人口

1962-2008年间洛里-马尔迪尼人口变化图示

洛里-马尔迪尼于2022年1月1日时的人口数量为678人。